# Gérard Desportes
Pour les articles homonymes, voir Desportes.
Gérard Desportes (né en février 1957) est un écrivain et journaliste français.

## Biographie
Ancien militant de l'Organisation communiste internationaliste et du syndicat Force ouvrière, Gérard Desportes a été rédacteur en chef de Libération et de La Vie et journaliste (Le Quotidien de Paris, Le Monde 2).
En 2005, Il participe à la création de l'Institut national du cancer, il occupe le poste de directeur adjoint de sciences humaines avant de le quitter en 2007.
En mars 2008, il crée le journal en ligne Mediapart avec Laurent Mauduit, Edwy Plenel et François Bonnet. Il quitte Mediapart en 2010 à la suite d'un désaccord avec Plenel sur la politique éditoriale. Par la suite il refait un passage à Libération, pour s'occuper de l'organisation des forums des lecteurs, puis au sein de l'hebdomadaire Le Point, pour développer les produits dérivés.
Il quitte la presse écrite et il devient en 2014 secrétaire général à l'Opéra-Comique à Paris.

## Ouvrages
- La Gauche imaginaire, avec Laurent Mauduit, Grasset, 1999  (ISBN 2246578914)
- L'Adieu au socialisme, avec Laurent Mauduit, Grasset, 2002  (ISBN 2246636515)
- Stratégie sur un plateau, les échecs en situation, éd. Jacob-Duvernet, 2006  (ISBN 2847241183)
- Les Dessaisis, voyage en France, Grasset, 2006  (ISBN 2246652715)